# Josy Andrieu
 (septembre 2020).
Si vous disposez d'ouvrages ou d'articles de référence ou si vous connaissez des sites web de qualité traitant du thème abordé ici, merci de compléter l'article en donnant les références utiles à sa vérifiabilité et en les liant à la section « Notes et références ».
Pour les articles homonymes, voir Andrieu.
Michele Josyane Andrieu dite Josy Andrieu est une chanteuse française née le 7 mars 1939 à Marseille et morte le 10 septembre 2022 aux Saintes-Maries-de-la-Mer.

## Biographie
À l'âge de huit ans, Josy Andrieu étudie la danse classique à l’Opéra d’Avignon. André Bernard qui deviendra son mari, crée une troupe artistique, dans laquelle elle fait des débuts prometteurs, sur des scènes renommées de Marseille, « L’Alcazar » et « Le Gymnase ».
En 1961, elle « monte à Paris », où elle se produit dans des cabarets réputés tels que La Tête de l’Art ou Chez Ma Cousine, avant de devenir, en 1963, à l'ABC, pendant deux saisons, la jeune première de l’opérette Le Temps des Guitares de Raymond Vincy, Marc-Cab et Francis Lopez, qui marque le retour de Tino Rossi. Aimée Mortimer lui consacre une heure de son émission Le Temps de la Chance où Josy Andrieu chante, danse et joue la comédie. Puis, elle signe un contrat avec la firme CBS, pour laquelle Josy Andrieu enregistre une dizaine de disques. S'enchaînent alors les galas, les casinos, les tournées.
En 1966, son mari, André Bernard, devient le manager de Manitas de Plata, le grand guitariste international, donnant des récitals à travers le monde. Mère d'une petite Marie-Flore de six ans (à laquelle Joan Baez dédia la chanson Marie-Flore d'Arles), elle doit différer son métier, auquel elle préfère son foyer.
Après une dizaine d'années d’interruption, elle revient sur scène pour devenir l’héroïne de Ma Belle Marseillaise, opérette de Emile Audiffred, Marc-Cab et Georges Sellers, celle de Un de la Canebière et de Au pays du soleil de René Sarvil et Vincent Scotto.
En 1983, elle fait son baptême au théâtre en créant le premier rôle féminin d’une pièce de Jean-Marie Pélaprat, Belli. En 1990, Pélaprat fait encore appel à ses talents de comédienne en lui offrant à nouveau le premier rôle féminin de sa pièce L'Anglais.
En 1984, Ginette Garcin, son amie de toujours, présente Josy Andrieu à Pascal Sevran. Il lui offre une série de prestations dans La Chance aux chansons, célèbre émission télévisée, dans laquelle elle sera l’une des pensionnaires régulières.
Josy Andrieu crée en 1988, sur la scène de L'Eldorado, le personnage de « Mitzi » dans la première opérette viennoise de Francis Lopez : Rêve de Vienne avec Mathé Altéry. L’enthousiasme est tel que Francis Lopez offre en 1989 à Josy Andrieu la création du rôle de « La Goulue » dans La Belle Otéro. Josy marque ce personnage par une interprétation, haute en couleur, qui lui vaut un grand succès.
Parallèlement, elle fait sa première apparition au cinéma grâce à Yves Robert qui lui offre un joli second rôle dans le film Le Château de ma mère, d’après l'œuvre de Marcel Pagnol.
En 1991, Josy Andrieu tourne d’abord pour la télévision Le Bar du Cimetière de Serge Martina, avec Henri Génès, puis monte sur la scène du Casino de Paris pour un tour de chant en première partie du Golden Gate Quartet.
Entre 1994 et 1995, Josy Andrieu est engagée par les « Tournées Paris-Magenta », comme tête d’affiche d'une centaine de galas à travers la France.
En 1996, Philippe Bouvard et Patrick Garachon signent avec elle un contrat qui lui donne la vedette d’un programme inaugurant une formule à succès américaine, celle des « Matinées de Bobino ». Dans la même période est édité un CD de son tour de chant à Bobino sous le titre de la chanson écrite pour elle par Pascal Sevran, Belle comme la France.
En 2000, Charles Aznavour lui offre la création de L’Amour c'est tout un art qui sera la chanson titre d’un nouveau CD produit par Marianne Mélodie.
En octobre 2002, aux côtés de Ginette Garcin et de Michel Orso, Josy Andrieu joue et chante Au Soleil de Vincent Scotto, à l’affiche du Théâtre Mouffetard. Elle crée une fantaisie musicale d'après une création de Sabine Jeangeorges et André Bernard intitulée Pomme d’amour, dont le thème évoque l’univers de la fête foraine, du cirque et des saltimbanques, et qui sera jouée en mars 2005 avec succès à l'Odéon de Marseille, puis reprise à Paris et à travers la France. Les CD contenant l’intégralité de ces deux spectacles ont été édités par Marianne Mélodie.
Jusqu'en fin 2007, les téléspectateurs de Pascal Sevran retrouvent régulièrement Josy Andrieu dans son émission du dimanche Chanter la vie sur France 2.